# 마타 (프로게이머)
마타(본명: 조세형, 1994년 2월 27일 ~ )은 대한민국의 리그 오브 레전드 프로게이머 출신 프로게임단 지도자이다. 선수 시절 아이디는 Mata였으며 포지션은 서포터였다. 현재 T1 소속 코치이다.

## 선수 시절
2012년 10월, BBT에서 프로게이머 커리어를 시작했다.
2013년 2월 13일, MVP 화이트에 입단했다. 입단 후 MVP 화이트의 주전 서포터로 자리매김하였으며 리그 오브 레전드 챔피언스 스프링 2013에 우승하면서 로얄로더에 등극했다. 2013 서머 시즌에서도 팀의 4강 진출에 기여했다. 반면 롤드컵에서는 부진한 모습을 보여주면서 조별리그에서 탈락했다.
2014 시즌에서도 삼성의 주전 서포터로 활동했다. 리그 오브 레전드 챔피언스 윈터 2013-2014에서는 팀의 준우승에 기여했다. 2014년 LoL 클럽 마스터즈에서 팀의 우승에 기여했다. 롤드컵 선발전을 통해서 롤드컵 본선에 진출했다. 롤드컵 본선에서는 압도적인 폼을 보여주었으며 팀의 롤드컵 우승을 이끌었다. 롤드컵 2014 MVP에 선정되었다.
2015 시즌을 앞둔 스토브 리그 기간 동안 중국의 비시 게이밍에 입단했다. 비시 게이밍에서 스프링 시즌과 서머 시즌 모두 팀의 포스트 시즌 진출에 기여했다.
2016 시즌을 앞둔 스토브 리그 기간 동안 로열 네버 기브업으로 이적했다. RNG에서 주전 서포터로 활동하면서 스프링 시즌 팀의 우승에 기여했다. 스프링 시즌 우승으로 인해 2016 MSI에 참가했다. 하지만 MSI에서는 4강전에서 SK텔레콤 T1과 격돌해서 탈락했다. 2016 서머 시즌에는 우지와 함께 바텀 라인을 구성하게 되었으나 이전보다 부진한 폼을 보여주었다. 하지만 팀은 준우승을 기록했다. 리그 오브 레전드 월드 챔피언십 2016에서는 더 나아진 모습을 보여주면서 팀의 8강 진출에 기여했다. 시즌 종료 이후 올스타전에 참가했다.
2016 시즌을 앞둔 스토브 리그 기간 동안 KT 롤스터에 입단했다.
2017 스프링 시즌에는 결승전에 진출하는데 성공했지만 결승에서 만난 SK텔레콤 T1에게 져서 준우승에 머물렀다.
2017 케스파컵에서 우승을 차지했다. 2017 서머 시즌애는 최고의 폼으로 활약했다. 이를 통해 팀의 결승 진출에 기여했으며 결승전에서 만난 그리핀을 꺾고 우승을 경험했다.
2019 시즌을 앞둔 스토브 리그 기간 중에는 SK텔레콤 T1에 입단했다. SK텔레콤의 주전 서포터로 활약하며 팀의 스프링 시즌 우승에 기여했다. 스프링 시즌 우승으로 참가한 MSI에서는 부진한 폼을 보이기도 했다. 2019 서머 시즌에는 여전히 부진한 폼을 보여주면서 에포트에게 주전 자리를 내주었다. 2019 시즌 팀이 우승함에 따라 서포터 포지션 최다 우승 선수 자리에 올랐다. 리프트 라이벌즈 2019에서도 우승을 경험했다. 2019 롤드컵에서는 서브 선수로 롤드컵에 참가했다. 8강전인 스플라이스와의 경기에서 교체로 출전을 했다.
2019 시즌 종료 이후 현역 은퇴를 선언했다.

## 지도자 생활
2020 시즌을 앞두고 리그 오브 레전드 프로리그의 로열 네버 기브업의 감독으로 취임했다.
2020 시즌 종료 후 RNG의 감독직에서 물러났다.
2024 시즌을 앞두고 Gen.G의 코치로 부임했다.
2025 시즌을 앞두고 T1의 코치로 부임했다.

## 소속팀

### 선수
| # | 팀명             | 소속 기간               | 소속 리그 | 비고 |
| - | ---------------- | ----------------------- | --------- | ---- |
| 1 | BBT              | 2012.10 ~ 2013.02       |           |      |
| 2 | MVP 화이트       | 2013.02.13 ~ 2014.10.25 | LCK       |      |
| 3 | 비시 게이밍      | 2014.11.27 ~ 2015.12.05 | LPL       |      |
| 4 | 로열 네버 기브업 | 2015.12.05 ~ 2016.11.15 | LPL       |      |
| 5 | KT 롤스터        | 2016.12.05 ~ 2018.11.13 | LCK       |      |
| 6 | SK텔레콤 T1      | 2018.11.26 ~ 2019.11.19 | LCK       |      |

### 지도자
| # | 팀명             | 직책 | 소속 기간               | 소속 리그 | 비고 |
| - | ---------------- | ---- | ----------------------- | --------- | ---- |
| 1 | 로열 네버 기브업 | 감독 | 2019.12.16 ~ 2020.12.17 | LPL       |      |
| 2 | Gen.G            | 코치 | 2023.11.29 ~ 2024.11.19 | LCK       |      |
| 3 | T1               | 코치 | 2024.11.22 ~            | LCK       |      |

## 수상 내역

### 선수
- LoL 클럽 마스터즈 2013 우승

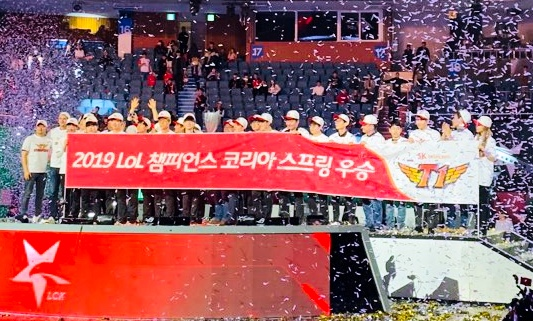
2019 LCK 스프링 우승 사진.

- SK텔레콤 LTE-A LoL 마스터즈 2014 우승
- 올림푸스 리그 오브 레전드 챔피언스 스프링 2013 우승
- 판도라TV 리그 오브 레전드 챔피언스 윈터 2013-2014 준우승
- 제2회 LoL AMD 챔피언십 프로팀 최강전 우승
- 리그 오브 레전드 월드 챔피언십 2014 우승
- 리그 오브 레전드 월드 챔피언십 2014 최우수선수
- 리그 오브 레전드 프로리그 스프링 2016 우승
- 리그 오브 레전드 프로리그 서머 2016 준우승
- 리그 오브 레전드 올스타전 2016 우승
- 리그 오브 레전드 챔피언스 코리아 스프링 2017 준우승
- 리프트 라이벌즈 2017 준우승
- 2017 LoL KeSPA컵 우승
- 리프트 라이벌즈 2018 준우승
- 리그 오브 레전드 챔피언스 코리아 서머 2018 우승
- 리그 오브 레전드 월드 챔피언십 2018 8강
- 스무살우리 리그 오브 레전드 챔피언스 코리아 스프링 2019 우승
- 리프트 라이벌즈 2019 우승
- 우리은행 리그 오브 레전드 챔피언스 코리아 서머 2019 우승
- 리그 오브 레전드 월드 챔피언십 2019 4강
- 2019 e스포츠 명예의 전당 스타즈
- e스포츠 명예의 전당 히어로즈
- e스포츠 명예의 전당 아너스

### 지도자
- 2024 리그 오브 레전드 챔피언스 코리아 스프링 우승
- 미드 시즌 인비테이셔널 2024 우승
- 2024 리그 오브 레전드 챔피언스 코리아 서머 준우승
- 미드 시즌 인비테이셔널 2025 준우승